# Tanya Dziahileva
Tanya Dziáhileva, también conocida como Tanya Dyáguileva (en bielorruso: Таццяна (Таня) Дзягілева, en ruso: Татьяна (Таня) Дягилева; nacida el 4 de junio de 1991 en Vítebsk, Bielorrusia) es una supermodelo bielorrusa.

## Carrera

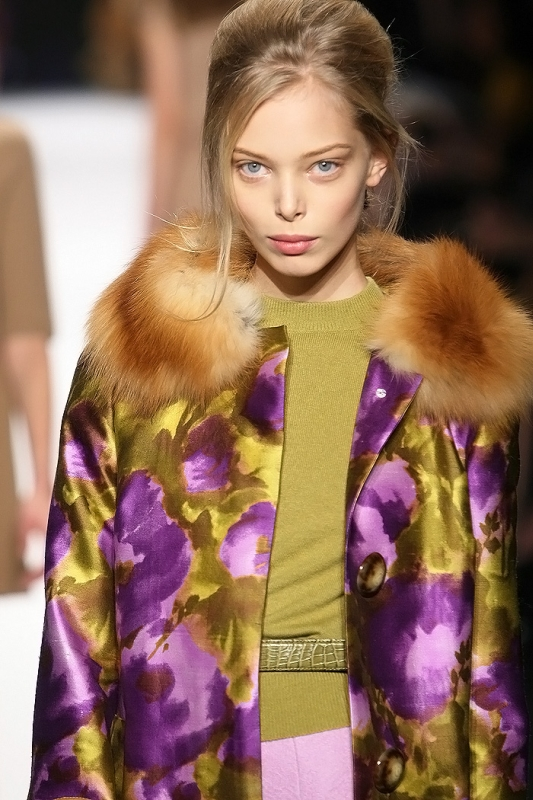
Tanya Dziahileva en febrero de 2008, en pasarela para Michael Kors.

### Pasarela
Tanya Dziahileva firmó con la agencia IMG en 2004.  Tanya debutó en septiembre de 2005, durante la Paris Fashion Week y la Milan Fashion Week, desmbarcándo en Milán con Prada y contratando grandes espectáculos en París incluyendo Alexander McQueen, Chanel, y Chloé.
Poco después Tanya Dziahileva fue anunciada como una de las más buscadas modelos de la temporada.  Tanya was selected as one of the top newcomers of the season by models.com.  Durante la temporada de primavera de 2008, Tanya caminó en 71 desfiles de moda, abriendo la pasarela de Versace y cerrando cuatro pasarelas incluyendo Phillip Lim, Celine, y Valentino.  En septiembre de 2008, Tanya Dziahileva fue presentada como Women´s Wear Daily como una creciente modelo que pronto se convertiría en supermodelo.  También conocida como Tanya D, Tanya Dziahileva fue nombrada una de las modelos más populares de Fashion TV.  En 2007, participó en casi 150 desfiles de moda en todo el mundo. Desde su primera gran temporada (primavera de 2006), Tanya ha caminado en pasarelas de prêt-a-porter, así como en alta costura, para numerosos altos diseñadores incluyendo Chanel, Oscar de la Renta, Dior, Hermès, Alexander McQueen, Jean Paul Gaultier, Missoni, Versace, Prada, Donna Karan, y Calvin Klein.

### Portadas en revistas de moda y editoriales
Tanya Dziahileva ha aparecido en portadas de Vogue rusa, japonesa y latinoamericana, Harper's Bazaar española y rusa, Elle coreana y sueca, Numéro japonesa y coreana, L'Officiel ucraniana, French Revue de Modes, Flair, Deutsch, y Tank.  En septiembre de 2008, Vogue rusa presentó a Tanya Dziahileva como una top model.  Tanya ha hecho editoriales para V, Numéro, i-D, Deutsch, Tank, Dansk, Harper's Bazaar, y la revista Vogue americana, española, china, italiana, alemana, británica, latinoamericana y japonesa.

### Campañas publicitarias
En la primavera de 2006, Tanya Dziahileva y Agyness Deyn hicieron una campaña para Hugo by Hugo Boss que fue una de las campañas más populares de la compañía.  Más tarde, Tanya consiguió su mayor campaña en solitario siendo la nueva cara de Yves Saint Laurent, fotografiada por Juergen Teller.  Siguiendo las dos campañas exitosas, Tanya se convirtió en la cara de la casa de moda de Jean-Paul Gaultier.  En 2007 Steven Meisel fotografió a Tanya para la campaña de Lanvin y al año siguiente Patrick Demarchelier la fotografió para la campaña publicitaria BCBG de Max Azria.  Tanya también trabajó con marcas como Lacoste, Michael Kors, Christian Dior, Dsquared, Hussein Chalayan, Celine, Nina Ricci, Escada Sport, Mango, Ralph Lauren, y Calvin Klein.